# Bambousek
Bambousek (306 m n. m.) je vrch v okrese Kutná Hora Středočeského kraje. Leží asi 1,5 km jihovýchodně od obce Drobovice, převážně na pomezí katastrálních území Drobovice a obce Potěhy.

## Geomorfologické zařazení
Geomorfologicky vrch náleží do celku Středolabská tabule, podcelku Čáslavská kotlina, okrsku Ronovská tabule a podokrsku Hostovlická kotlina.

## Přístup
Vrchol je snadno přístupný po polní odbočce ze silnice I/38 Drobovice – Horky. Silnice vede z jihozápadní strany vrchu, ze severovýchodní strany vede železniční trať 230 (nejbližší zastávka v Horkách).